# جي. ألين آدامز
جي. ألين آدامز هو محامي وسياسي أمريكي، ولد في 15 يناير 1932 في غرينزبورو في الولايات المتحدة، وتوفي في 25 مارس 2017 في رالي في الولايات المتحدة. انتخب عضو مجلس نواب كارولينا الشمالية ‏.